# 中华人民共和国监察部
中华人民共和国监察部，是已撤销的中华人民共和国国务院组成部门，是行使《中华人民共和国行政监察法》授予行政监察权力的国务院监察机关。
1993年2月，根据中共中央、国务院的决定，中共中央纪律检查委员会与监察部合署办公，实行一套工作机构、两个机关名称，履行党的纪律检查和政府行政监察两项职能。机构列入国务院序列，编制列入中共中央直属机构。国家预防腐败局列入国务院直属机构序列，在监察部加挂牌子。

## 沿革
1949年10月，中央人民政府委员会第三次会议决定成立政务院人民监察委员会。根据1949年9月27日中国人民政治协商会议第一届全体会议通过的《中华人民共和国中央人民政府组织法》，政务院人民监察委员会负责监察政府机关和公务人员是否履行其职责。
1954年9月，中央人民政府政务院改为中华人民共和国国务院後，政务院人民监察委员会改为中华人民共和国监察部。
1959年4月，第二届全国人民代表大会第一次会议决定撤销监察部。原职能改由中共中央监察委员会负责。
1986年12月2日，第六届全国人民代表大会常务委员会第十八次会议通过《全国人民代表大会常务委员会关于设立中华人民共和国监察部的决定》，决定设立中华人民共和国监察部。1987年7月1日，监察部正式挂牌办公。
1993年1月，中共中央、国务院决定中共中央纪律检查委员会与监察部合署办公，实行一套工作机构、两个机关名称，履行党的纪律检查和政府行政监察两项职能。
2018年3月17日第十三届全国人民代表大会第一次会议通过《第十三届全国人民代表大会第一次会议
关于国务院机构改革方案的决定》，批准《国务院机构改革方案》。方案规定：“监察部并入新组建的国家监察委员会。国家预防腐败局并入国家监察委员会。不再保留监察部、国家预防腐败局。”

## 职责
1990年12月9日国务院发布《中华人民共和国行政监察条例》。1997年5月9日第八届全国人民代表大会常务委员会第二十五次会议通过《中华人民共和国行政监察法》，自公布之日起施行，1990年12月9日国务院发布的《中华人民共和国行政监察条例》同时废止。该法根据2010年6月25日第十一届全国人民代表大会常务委员会第十五次会议《关于修改〈中华人民共和国行政监察法〉的决定》修正。该法对监察部（法条中称作“国务院监察机关”）的职责作了详细规定：
- 第七条：“国务院监察机关主管全国的监察工作。”
- 第十五条：“国务院监察机关对下列机关和人员实施监察：（一）国务院各部门及其公务员；（二）国务院及国务院各部门任命的其他人员；（三）省、自治区、直辖市人民政府及其领导人员。”
- 第十七条：“上级监察机关可以办理下一级监察机关管辖范围内的监察事项；必要时也可以办理所辖各级监察机关管辖范围内的监察事项。”“监察机关之间对管辖范围有争议的，由其共同的上级监察机关确定。”
- 第三十五条：“……国务院监察机关作出的重要监察决定和提出的重要监察建议，应当报经国务院同意。”
- 第四十二条：“上一级监察机关的复核决定和国务院监察机关的复查决定或者复审决定为最终决定。”[11]

该法规定了各级监察机关的监察人员、职责、权限、监察程序、法律责任。第十八条规定：“监察机关对监察对象执法、廉政、效能情况进行监察，履行下列职责：
- （一）检查国家行政机关在遵守和执行法律、法规和人民政府的决定、命令中的问题；
- （二）受理对国家行政机关及其公务员和国家行政机关任命的其他人员违反行政纪律行为的控告、检举；
- （三）调查处理国家行政机关及其公务员和国家行政机关任命的其他人员违反行政纪律的行为；
- （四）受理国家行政机关公务员和国家行政机关任命的其他人员不服主管行政机关给予处分决定的申诉，以及法律、行政法规规定的其他由监察机关受理的申诉；
- （五）法律、行政法规规定由监察机关履行的其他职责。

监察机关按照国务院的规定，组织协调、检查指导政务公开工作和纠正损害群众利益的不正之风工作。”
另外，2004年9月6日国务院第63次常务会议通过《中华人民共和国行政监察法实施条例》，9月17日公布，自10月1日起施行。

## 机构设置

### 内设机构
中央纪委监察部机关内设27个职能部门：
- 办公厅：负责处理机关日常事务，筹备组织重要会议、活动；组织起草委部有关文件文稿；督促检查有关工作部署的落实情况；负责机关对外联络工作等。
- 组织部：负责纪检监察系统领导班子建设、干部队伍建设和组织建设的综合规划、政策研究和制度建设；按照干部管理权限承办有关干部人事工作；负责纪检监察系统干部培训工作等。
- 宣传部：组织协调党风廉政建设和反腐败宣传教育以及廉政文化建设工作；归口管理机关承担宣传教育职能的单位；负责机关的新闻事务和有关网络信息工作等。
- 研究室：综合分析党风廉政建设和反腐败工作情况，开展政策理论及重大课题调查研究；起草重要文件文稿等。
- 法规室：负责提出纪检监察法规制度建设规划、计划和立法建议；起草、修订纪检监察法规制度；负责纪检监察法规制度的咨询答复、解释、立法后评估、备案审查、清理、编纂等。
- 党风政风监督室（国务院纠正行业不正之风办公室）：综合协调贯彻执行党的路线方针政策和决议、国家法律法规等情况的监督检查；综合协调党风廉政建设责任制、作风建设规定、廉洁自律规定等制度规定的落实，开展党风政风监督专项检查；履行国务院纠正行业不正之风办公室职能等。
- 信访室：受理对党组织、党员和监察对象违反党纪政纪行为的检举、控告；按照管理权限受理不服党纪政纪处分和其他处理的申诉；处理群众来信来访和电话网络举报事项等。
- 中央巡视工作领导小组办公室：研究提出中央巡视工作规划、计划和方案；负责中央巡视组开展巡视的有关协调工作；向中央巡视工作领导小组报告巡视工作重要情况；承担巡视工作政策研究、制度建设工作等。
- 案件监督管理室：集中管理干部问题线索；统一受理下级纪检监察机关线索处置和案件查办报告；归口管理查办案件工作中与有关部门的联系协调事项；监督检查纪检监察机关依纪依法安全办案情况等。
- 第一纪检监察室至第五纪检监察室：监督检查联系单位领导班子及中管干部遵守和执行党章以及其他党内法规，遵守和执行党的路线方针政策和决议、国家法律法规等方面的情况；监督检查联系单位落实党风廉政建设主体责任、监督责任的情况；承办联系单位中管干部的违纪违法案件和其他比较重要复杂案件的初核、审查；综合、协调、指导联系单位及其系统的纪检监察工作等。其中，一室主要联系中直、政法和宣传口的单位等；二室、三室主要联系国务院部门和其他相关单位等；四室主要联系金融口的单位等；五室主要联系国资委和央企等。
- 第六纪检监察室至第十二纪检监察室：监督检查联系地区省级领导班子及中管干部遵守和执行党章以及其他党内法规，遵守和执行党的路线方针政策和决议、国家法律法规等方面的情况；监督检查联系地区落实党风廉政建设主体责任、监督责任的情况；承办联系地区中管干部的违纪违法案件和其他比较重要复杂案件的初核、审查；综合、协调、指导联系地区的纪检监察工作等。其中，六室联系北京市、天津市、河北省、山西省，七室联系上海市、浙江省、安徽省、福建省、江西省，八室联系湖南省、广东省、广西壮族自治区、海南省及中央人民政府驻香港特别行政区联络办公室、中央人民政府驻澳门特别行政区联络办公室，九室联系陕西省、甘肃省、青海省、宁夏回族自治区、新疆维吾尔自治区及新疆生产建设兵团，十室联系内蒙古自治区、辽宁省、吉林省、黑龙江省，十一室联系重庆市、四川省、贵州省、云南省、西藏自治区，十二室联系江苏省、山东省、河南省、湖北省。
- 案件审理室：审理委部直接检查处理和省（部）级党组织、政府（部门）报批或备案的案件；按照管理权限承办党员、监察对象的申诉案件；承担监察部的行政复议工作等。
- 纪检监察干部监督室：监督检查纪检监察系统干部遵守和执行党章以及其他党内法规，遵守和执行党的路线方针政策和决议、国家法律法规等方面的情况；按照管理权限受理有关纪检监察干部违纪违法问题的举报，负责问题线索初核及案件审查工作等。
- 国际合作局（国家预防腐败局办公室）：承担国际交流与合作事宜；承担国家预防腐败局办公室的日常工作，组织《联合国反腐败公约》实施工作；归口管理机关外事工作等。
- 机关事务管理局：负责机关后勤管理和服务工作；负责机关及直属单位财务、国有资产管理和安全保卫工作等。
- 机关党委：负责机关党的建设；负责机关日常纪律作风建设和党员思想政治工作；领导机关纪委和工会、共青团、妇委会工作等。
- 离退休干部局：负责机关离退休干部（职工）的思想政治工作、党组织建设工作以及服务与管理工作等[14]。

### 直属单位
- 中国纪检监察杂志社
- 中国纪检监察报社
- 中国方正出版社
- 网络中心
- 网络技术中心
- 机关综合服务中心
- 信息中心
- 中国纪检监察学院
- 中国纪检监察学院北戴河校区[14]

### 派驻机构
截至2013年，中央纪委监察部派驻纪检监察机构53个（名称为中央纪委驻某单位纪检组，与监察部驻某单位监察局合署办公）：
- 中央纪委驻国家发展和改革委员会纪检组（监察部驻国家发展和改革委员会监察局）
- 中央纪委驻教育部纪检组（监察部驻教育部监察局）
- 中央纪委驻科学技术部纪检组（监察部驻科学技术部监察局）
- 中央纪委驻工业和信息化部纪检组（监察部驻工业和信息化部监察局）
- 中央纪委驻国家民族事务委员会纪检组（监察部驻国家民族事务委员会监察局）
- 中央纪委驻民政部纪检组（监察部驻民政部监察局）
- 中央纪委驻司法部纪检组（监察部驻司法部监察局）
- 中央纪委驻财政部纪检组（监察部驻财政部监察局）
- 中央纪委驻人力资源和社会保障部纪检组（监察部驻人力资源和社会保障部监察局）
- 中央纪委驻国土资源部纪检组（监察部驻国土资源部监察局）
- 中央纪委驻环境保护部纪检组（监察部驻环境保护部监察局）
- 中央纪委驻住房和城乡建设部纪检组（监察部驻住房和城乡建设部监察局）
- 中央纪委驻交通运输部纪检组（监察部驻交通运输部监察局）[17]
- 中央纪委驻水利部纪检组（监察部驻水利部监察局）
- 中央纪委驻农业部纪检组（监察部驻农业部监察局）
- 中央纪委驻商务部纪检组（监察部驻商务部监察局）
- 中央纪委驻文化部纪检组（监察部驻文化部监察局）
- 中央纪委驻国家卫生和计划生育委员会纪检组（监察部驻国家卫生和计划生育委员会监察局）
- 中央纪委驻审计署纪检组（监察部驻审计署监察局）
- 中央纪委驻国务院侨务办公室纪检组（监察部驻国务院侨务办公室监察局）
- 中央纪委驻海关总署纪检组（监察部驻海关总署监察局）
- 中央纪委驻国家税务总局纪检组（监察部驻国家税务总局监察局）
- 中央纪委驻国家工商行政管理总局纪检组（监察部驻国家工商行政管理总局监察局）
- 中央纪委驻国家质量监督检验检疫总局纪检组（监察部驻国家质量监督检验检疫总局监察局）
- 中央纪委驻国家新闻出版广电总局纪检组（监察部驻国家新闻出版广电总局监察局）
- 中央纪委驻国家体育总局纪检组（监察部驻国家体育总局监察局）
- 中央纪委驻国家安全生产监督管理总局纪检组（监察部驻国家安全生产监督管理总局监察局）
- 中央纪委驻国家食品药品监督管理总局纪检组（监察部驻国家食品药品监督管理总局监察局）
- 中央纪委驻国家林业局纪检组（监察部驻国家林业局监察局）
- 中央纪委驻国家旅游局纪检组（监察部驻国家旅游局监察局）
- 中央纪委驻国家粮食局纪检组（监察部驻国家粮食局监察局）
- 中央纪委驻国家国防科技工业局纪检组（监察部驻国家国防科技工业局监察局）
- 中央纪委驻国家烟草专卖局纪检组（监察部驻国家烟草专卖局监察局）
- 中央纪委驻国家铁路局纪检组（监察部驻国家铁路局监察局）[17]
- 中央纪委驻最高人民法院纪检组（最高人民法院监察局）
- 中央纪委驻最高人民检察院纪检组（最高人民检察院监察局）
- 中央纪委驻人民日报社纪检组
- 中央纪委驻新华通讯社纪检组（新华通讯社监察局）
- 中央纪委驻中国科学院纪检组（中国科学院监察审计局）
- 中央纪委驻中国社会科学院纪检组（中国社会科学院监察局）
- 中央纪委驻国家知识产权局纪检组（国家知识产权局监察局）
- 中央纪委驻中国地震局纪检组
- 中央纪委驻中国气象局纪检组
- 中央纪委驻国家电网公司纪检组（国家电网公司监察局）
- 中国共产党外交部纪律检查委员会（监察部驻外交部监察局）
- 中国共产党公安部纪律检查委员会（监察部驻公安部监察局）
- 中国共产党国家安全部纪律检查委员会（监察部驻国家安全部监察局）[18]
- 中国共产党中国人民银行纪律检查委员会（监察部驻中国人民银行监察局）
- 中国共产党国务院国有资产监督管理委员会纪律检查委员会（监察部驻国务院国有资产监督管理委员会监察局）
- 中国共产党中国民用航空局党组纪检组（监察部驻中国民用航空局监察局）[17]
- 中国共产党国家邮政局党组纪检组（国家邮政局监察局）[17]
- 中国共产党国家统计局党组纪检组（监察部驻国家统计局监察局）
- 中国共产党国家海洋局纪律检查委员会（监察部驻国家海洋局监察局）

2014年中共中央《关于加强中央纪委派驻机构建设的意见》（中办发〔2014〕70号）发出。2015年中共中央《关于全面落实中央纪委向中央一级党和国家机关派驻纪检机构的方案》（中办发〔2015〕55号）撤销监察部驻各单位监察局，中央纪委驻各单位纪检组为对外工作联络的唯一名称。2016年1月，中共中央批准中央纪委对139家中央一级党和国家机关派驻纪检机构全覆盖，共设置47家派驻机构，其中20家为单独派驻机构，27家综合派驻机构负责监督119家单位。2016年内中央纪委完成了这47家派驻机构的组建工作。以下附录这47家中央纪委派驻机构：
- 中央纪委驻国家发展和改革委员会纪检组：综合派驻国家发展和改革委员会、国家统计局、国家粮食局、国家能源局、国务院三峡办5家单位[22]。
- 中央纪委驻教育部纪检组：单独派驻。
- 中央纪委驻科学技术部纪检组：综合派驻科学技术部、国家知识产权局、中国工程院、国家自然科学基金委员会、中国科协5家单位[20]。
- 中央纪委驻工业和信息化部纪检组：综合派驻工业和信息化部、国家国防科技工业局、国家烟草专卖局、中国工程物理研究院4家单位[20]。
- 中央纪委驻国家民族事务委员会纪检组：单独派驻。
- 中央纪委驻民政部纪检组：综合派驻民政部、中国老龄协会、中国残疾人联合会3家单位[20]。
- 中央纪委驻司法部纪检组：综合派驻司法部、中国法学会2家单位[23]。
- 中央纪委驻财政部纪检组：综合派驻财政部、全国社会保障基金理事会2家单位[19]。
- 中央纪委驻人力资源和社会保障部纪检组：综合派驻人力资源和社会保障部、国家外国专家局、国家公务员局3家单位[24]。
- 中央纪委驻国土资源部纪检组：综合派驻国土资源部、中国地震局、国家海洋局、国家测绘地理信息局、中国地质调查局5家单位[20]。
- 中央纪委驻环境保护部纪检组：单独派驻。
- 中央纪委驻住房和城乡建设部纪检组：单独派驻。
- 中央纪委驻交通运输部纪检组：综合派驻交通运输部、国家铁路局、中国民航局、国家邮政局4家单位[20]。
- 中央纪委驻水利部纪检组：综合派驻水利部、国务院南水北调工程建设委员会办公室2家单位[25]。
- 中央纪委驻农业部纪检组：综合派驻农业部、国家林业局、国务院扶贫办、中国气象局4家单位[20]。
- 中央纪委驻商务部纪检组：综合派驻商务部、国家旅游局、中国国际贸易促进委员会3家单位[26]。
- 中央纪委驻文化部纪检组：综合派驻文化部、国家文物局2家单位[27]。
- 中央纪委驻公安部纪检组：综合派驻公安部、中央防范处理邪教办[28]等单位。
- 中央纪委驻国家安全部纪检组：单独派驻[29]。
- 中央纪委驻外交部纪检组：单独派驻。
- 中央纪委驻国家卫生计生委纪检组：综合派驻国家卫生计生委、国家食品药品监督管理总局、国家中医药管理局、中国红十字会、中国计划生育协会5家单位[20]。
- 中央纪委驻审计署纪检组：单独派驻。
- 中央纪委驻海关总署纪检组：单独派驻。
- 中央纪委驻国家税务总局纪检组：单独派驻。
- 中央纪委驻国家工商行政管理总局纪检组：综合派驻国家工商行政管理总局、国家质量监督检验检疫总局2家单位[30]。
- 中央纪委驻国家体育总局纪检组：单独派驻。
- 中央纪委驻国家安全生产监督管理总局纪检组：综合派驻国家安全生产监督管理总局、国家煤矿安全监察局2家单位。
- 中央纪委驻国务院国资委纪检组：单独派驻。
- 中央纪委驻中国人民银行纪检组：综合派驻中国人民银行、国家外汇管理局2家单位[31]。
- 中央纪委驻中国银监会纪检组：单独派驻。
- 中央纪委驻中国保监会纪检组：单独派驻。
- 中央纪委驻中国证监会纪检组：单独派驻。
- 中央纪委驻最高人民法院纪检组：单独派驻。
- 中央纪委驻最高人民检察院纪检组：单独派驻。
- 中央纪委驻人民日报社纪检组：综合派驻人民日报社、新华社、求是杂志社、光明日报社、经济日报社、中国日报社6家单位[20]。
- 中央纪委驻中国科学院纪检组：综合派驻中国科学院机关及北京、长春、沈阳、上海、南京、广州、新疆、西安、兰州、武汉、成都、昆明分院，合肥研究院、中国科大、国科控股16家单位[32]。
- 中央纪委驻中国社会科学院纪检组：单独派驻。
- 中央纪委驻国家电网公司纪检组：单独派驻。
- 中央纪委驻中央办公厅纪检组：综合派驻中央办公厅、中央政法委员会机关、中央政策研究室、中央国家安全委员会办公室、中央财经领导小组办公室、中央文献研究室、中央党史研究室、中央档案馆、中央保密委员会办公室9家单位[33]。
- 中央纪委驻中央组织部纪检组：综合派驻中央组织部、中央党校、中国浦东干部学院、中国井冈山干部学院、中国延安干部学院、中央机构编制委员会办公室6家单位[34][35]。
- 中央纪委驻中央宣传部纪检组：综合派驻中央宣传部、国务院新闻办、中国文联、中国作协、中国记协、中国外文局、中央编译局、中国出版集团公司[36][37]、中央网信办[38]、国家新闻出版广电总局[39]、中国政研会、中国中央电视台、中央人民广播电台、中国国际广播电台[40][41]14家单位[42]。
- 中央纪委驻中央统战部纪检组：综合派驻中央统战部、中央台办、中央社会主义学院、中国藏学研究中心、国家宗教局、国务院侨办、中国侨联机关、全国台联机关、中国宋庆龄基金会机关、黄埔军校同学会机关、欧美同学会机关、中华职业教育社机关、全国工商联机关13家单位[43]。
- 中央纪委驻中央外办纪检组：综合派驻中央外办、中联部、全国友协、外交学会4家单位[44][45]。
- 中央纪委驻全国人大机关纪检组：单独派驻。
- 中央纪委驻国务院办公厅纪检组：综合派驻国务院办公厅、国务院参事室、国家机关事务管理局、国务院港澳事务办公室、国务院法制办公室、国务院研究室、国务院发展研究中心、国家行政学院、国家信访局9家单位[46]。
- 中央纪委驻全国政协机关纪检组：单独派驻[47]。
- 中央纪委驻中华全国总工会机关纪检组：综合派驻中华全国总工会机关、共青团中央、全国妇联机关3家单位[48]。

## 历任领导
| - 钱瑛（1954年9月29日－1959年4月28日） - 尉健行（1987年6月23日－1993年3月29日） - 曹庆泽（1993年3月29日－1998年3月18日） - 何勇（1998年3月18日－2003年3月17日） - 李至伦（2003年3月17日－2007年4月28日） - 马馼（2007年8月30日－2013年3月16日） - 黄树贤（2013年3月16日－2016年11月6日） - 杨晓渡（2016年12月25日－2018年3月） - 刘景范（？—？） - 潘震亚（？—？） - 王翰（？—？） - 李景膺（？—？） - 李世璋（？—？） - 刘鸣九（？—？） - 徐青（？—？） - 何勇（？—？） - 冯梯云（？—？） - 李至伦（？—？） - 左连壁（？—？） - 赵洪祝（？—？） - 陈昌智（？—？） - 干以胜（？—？） - 黄树贤（？—？） - 李玉赋（？—？） - 屈万祥（？—？） - 王伟（2007年12月—2013年1月） - 姚增科（？—2015年1月） - 郝明金（？—2017年1月） - 黄晓薇（？—2014年10月） - 于春生（？—2015年3月） - 王令浚（2015年4月—2017年5月） - 陈雍（2015年4月—2017年1月） - 肖培（2015年6月—2017年9月） - 崔鹏（2017年1月—2018年3月） - 邹加怡（2017年3月—2018年3月） - 陈小江（2017年4月—2018年3月） - 凌激（2017年9月—2018年3月） | （与中央纪委合署办公前设有党组） - 钱瑛（1954年9月－1959年4月） - 尉健行（1987年6月－1993年2月） |